# Satatna
Satatna, ou Šutatna ((d'une lettre babylonienne de Burna-Buriash II), est roi d'Acco, pendant la correspondance des lettres d'Amarna.
Satatna est l'auteur de trois lettres au pharaon égyptien, les lettres EA 233, EA 234, EA 235. Il est référencé dans une autre lettre de vassal « Bayadi de Syrie », et il est également mentionné dans la lettre EA 008, adressée à Akhenaton par Burna-Buriash II, comme « ..Šutatna, le fils de Šaratum d'Akka... »

## Lettres écrites par Satatna
- EA 233 : « Travail en cours » (Work in progress)
- EA 234 : « Comme Magdalu en Égypte » (Like Magdalu in Egypt)
- EA 235 : « Une commande de verre » (An order for glass)